# 마이너 리그 베이스볼

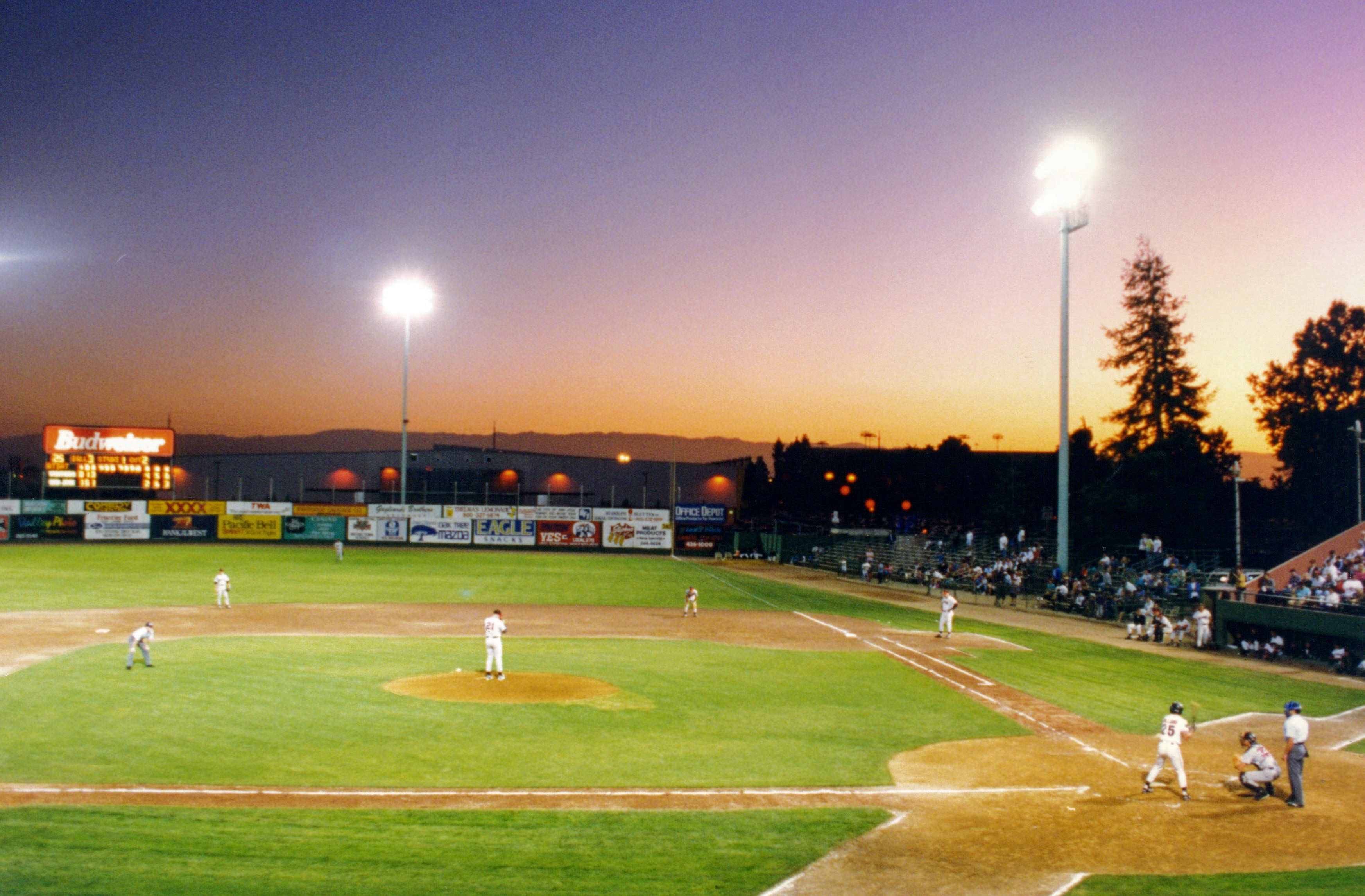

마이너 리그 베이스볼(Minor League Baseball)은 북아메리카와 남아메리카의 프로 야구 리그 체계로, 메이저 리그 아래 단계이며 세부적으로 트리플 A, 더블 A, 싱글 A (싱글 A 어드밴스드, 싱글 A), 싱글 A 쇼트 시즌, 루키 등으로 나뉜다. 모든 마이너 리그 팀들은 독립 운영되고, 메이저 리그 팀들과 관계되어 있다. 몇몇 독립 리그 팀들은 메이저 리그와 어떤 관계도 갖지 않는다.

## 단계별 리그
- 트리플 A: 인터내셔널 리그, 퍼시픽 코스트 리그
- 독립 트리플 A : 멕시칸 리그
- 더블 A: 이스턴 리그, 서던 리그, 텍사스 리그
- 싱글 A 어드밴스드: 캘리포니아 리그, 캐롤라이나 리그, 플로리다 스테이트 리그
- 싱글 A: 미드웨스트 리그, 사우스 애틀란틱 리그
- 싱글 A 쇼트 시즌: 뉴욕 펜 리그, 노스웨스트 리그
- 루키 어드밴스드: 애팔리치안 리그, 파이오니아 야구 리그
- 루키 : 애리조나 리그, 도미니칸 서머 리그, 걸프 코스트 리그, 베네수엘라 서머 리그
- 오프 시즌 : 애리조나 폴 리그, 오스트레일리안 베이스볼 리그, 콜롬비아 프로야구 리그, 도미니카 윈터 베이스볼 리그, 멕시칸 퍼시픽 리그, 푸에르토리코 베이스볼 리그, 베네수엘라 프로페셔널 베이스볼 리그
- 독립 리그 : 아메라칸 어소시에이션 오브 인디팬던트 프로페셔널 베이스볼, 애틀란틱 리그, 캔-암 리그, 프리덤 프로 베이스볼 리그, 프론티어 리그, 퍼시픽 어소시에이션 오브 프로페셔널 베이스볼 클럽, 페코스 리그, 유나이티드 리그 베이스볼

## 포스트 시즌
- 트리플 A 내셔널 챔피언십 : 인터내셔널 리그와 퍼시픽 코스트 리그의 챔피언끼리 대결하여 트리플 A의 통합 챔피언을 결정한다.
- 멕시칸 리그 챔피언십 : 멕시칸 리그의 챔피언을 가린다.

## 같이 보기
- 퓨처스 리그
- 마이너 리그 야구상